# Blues Harp
Blues Harp è un film del 1998 di Takashi Miike.

## Trama
Yokosuke, presso Yokohama: Chuji  è uno spacciatore, musicista blues a tempo perso, di madre giapponese e padre afroamericano, con il desiderio di andarsene a Dejima, nella baia di Nagasaki, “l'unica finestra aperta sul(l'altro) mondo” per fuggire dal Giappone e conoscere altra gente simile al genitore (che nel frattempo si è ridotto a vivere per le strade della città come un senzatetto) e che, per sbarcare il lunario lavora in un bar.
Kenji è invece un membro di un clan yakuza molto ambizioso, e pronto a tutto per tentare la scalata al potere, ma che deve nascondere la propria omosessualità. Un giorno Chuji salva la vita a Kenji braccato dagli sgherri del clan rivale; ed inizia così la storia tra i due.